# Principe disquotationnel
 (juin 2016).
Si vous disposez d'ouvrages ou d'articles de référence ou si vous connaissez des sites web de qualité traitant du thème abordé ici, merci de compléter l'article en donnant les références utiles à sa vérifiabilité et en les liant à la section « Notes et références ».
 (juin 2016).
Le principe disquotationnel est une notion philosophique introduite par Gottlob Frege (Sens et dénotation 1882) et popularisée par Donald Davidson (A Nice Derangement of Epitaphs 1986).
Il postule que lorsqu'un individu attribue une croyance ou un état mental à autrui, cette attribution ne fait que reprendre les mots ou les phrases que cet individu aurait utilisés pour exprimer cette croyance ou cet état mental.

## Explication
En considérant l'argument suivant :
1. Sally accepte l'affirmation que « Cicéron était un célèbre orateur », tout en n'acceptant pas l'affirmation « Tully était un célèbre orateur ».
2. Cicéron est Tully
3. Par conséquent, Sally croit que Tully était un célèbre orateur.

Pour dériver (3), il faut supposer que, lorsque Sally accepte que « Cicéron était un célèbre orateur », elle croit que Cicéron était un célèbre orateur. Ensuite, il faut échanger Cicéron et Tully, et dériver (3). Bertrand Russell pensait que cela démontrait l'échec de la substitutivité des identiques dans des contextes intentionnels.
Dans Un Puzzle sur la foi, Saul Kripke fait valoir que l'application du théorème disquotationnel peut être lui-même la source d'un paradoxe, sans devoir faire appel au principe de substitution, et que cela peut montrer que le problème vient de la première affirmation, et pas la dernière. Il existe plusieurs formulations de cet argument.
Supposons que Pierre, un Français, en vient à croire que (1) « Londres est jolie », sans jamais avoir visité la ville. Plus tard dans sa vie, Pierre finit par vivre à Londres. Il ne trouve pas de francophones à Londres (il ne parle pas encore anglais), et tout le monde se réfère à la ville comme London, et pas Londres. Il trouve cette ville vraiment inintéressante, et le quartier dans lequel il décide de vivre est décidément peu attrayant. Au fil du temps, il apprend l'anglais, et formule la croyance que (2) « London is not pretty ». Pierre ne réalise pas que London est le mot anglais correspondant à Londres. Maintenant, avec le principe disquotationnel, il est possible de déduire de (1) que Pierre croit en la proposition « Londres est jolie ». Avec un principe de traduction simple (par exemple, « une proposition dans la langue A est la même qu'un proposition dans la langue B avec un champ sémantique identique » [noter qu'une proposition n'est pas la même chose qu'une phrase]), on peut maintenant déduire que Pierre croit que Londres est jolie. Mais il est aussi possible de déduire de (2) et du principe disquotationnel que Pierre croit que Londres n'est pas jolie. Ces déductions peuvent être faites même si Pierre n'a procédé à aucune défaut de logique en formulant ses croyances. Sans le principe disquotationnel, cette contradiction n'aurait pas pu être dérivée, parce que nous ne serions pas en mesure de supposer que (1) et (2) signifiaient quelque chose en particulier.
Ce paradoxe peut également être obtenu sans faire appel à une autre langue. Supposons que Pierre acquiesce à la proposition selon laquelle « Paderewski avait un talent musical », peut-être car il avait entendu dire que cet homme était un célèbre pianiste. Avec le principe disquotationnel, il est possible de déduire que Pierre croit en la proposition que « Paderewski avait du talent musical ». Maintenant, supposons que Pierre surprend un ami discuter des exploits politiques d'un certain homme d'état, Paderewski, sans savoir que les deux Paderewskis sont en réalité une seule et même personne. L'éducation de Pierre l'incite à penser que les hommes d'état ne sont généralement pas très doués en musique, et cela le mène à croire que Paderewski n'avait aucun talent musical. Le principe disquotationnel permet de déduire que Pierre croit la proposition que « Paderewski n'avait pas de talent musical ». Par l'utilisation de ce principe, il est possible de déduire que Pierre croit que Paderewski avait un talent musical, et ne croit pas que « Paderewski avait un talent musical », même si les convictions de Pierre ont été formées logiquement.